# Epidendrum pallidiflorum
Epidendrum pallidiflorum là một loài thực vật có hoa trong họ Lan. Loài này được Hook. mô tả khoa học đầu tiên năm 1830.